# Sculptures de Porcuna

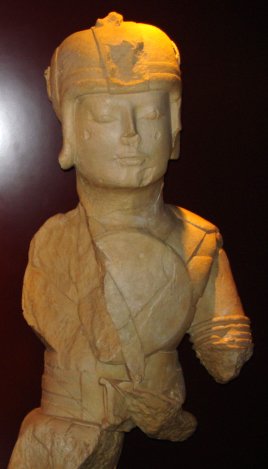
Guerrier à double armure. Première moitié du Ve siècle av. J.-C.

Le nom de sculptures de Porcuna fait référence à un groupe de sculptures ibériques datant de la première moitié du Ve siècle av. J.-C., réalisées en pierre calcarénite blanche à grain fin, connue sous le nom de "pierre de Santiago de Calatrava". La majeure partie du groupe sculptural provient du site de Cerrillo Blanco (Porcuna, Jaén, Espagne), fouillé depuis 1975. Les originaux et quelques reproductions des originaux les plus importants sont exposés au musée de Jaén.

## Histoire
Les sculptures ont été détruites et leurs fragments ont été enterrés peu après 400 avant J.-C., date ante quem de leur création. La découverte des sculptures du Cerrillo Blanco de Porcuna remonte à 1975 et les fouilles se sont poursuivies jusqu'en 1979. La restauration et la recomposition des fragments qui composent les sculptures ont été entreprises par Juan González Navarrete et poursuivies par Iván Negueruela.
Le site correspond à la ville ibérique d'Ipolka, correspondant au peuple Turduli et située sur l'axe principal de communication ibérique, la voie héracléenne.

## Description
Le style des sculptures du Cerrillo Blanco de Porcuna est lié à celui de la fin de la sculpture grecque archaïque et du début de la période classique, particulièrement lié aux artistes de Phocée.
Le style de cet ensemble de sculptures est très homogène, ce qui est probablement dû au travail d'un seul atelier, même s'il compte plusieurs artisans. La plupart des statues sont des représentations de guerriers, parfois des hommes combattant ou chassant, ou des personnages investis d'une autorité cérémonielle ou religieuse. Parfois, les figures humaines combattent des bêtes sauvages ou des animaux mythologiques, comme dans la sculpture Griffomachy où un homme combat un griffon. Enfin, d'autres reproduisent des animaux ou des créatures mythologiques individualisés : c'est le cas du lion, du taureau, de l'aigle ou d'un sphinx.

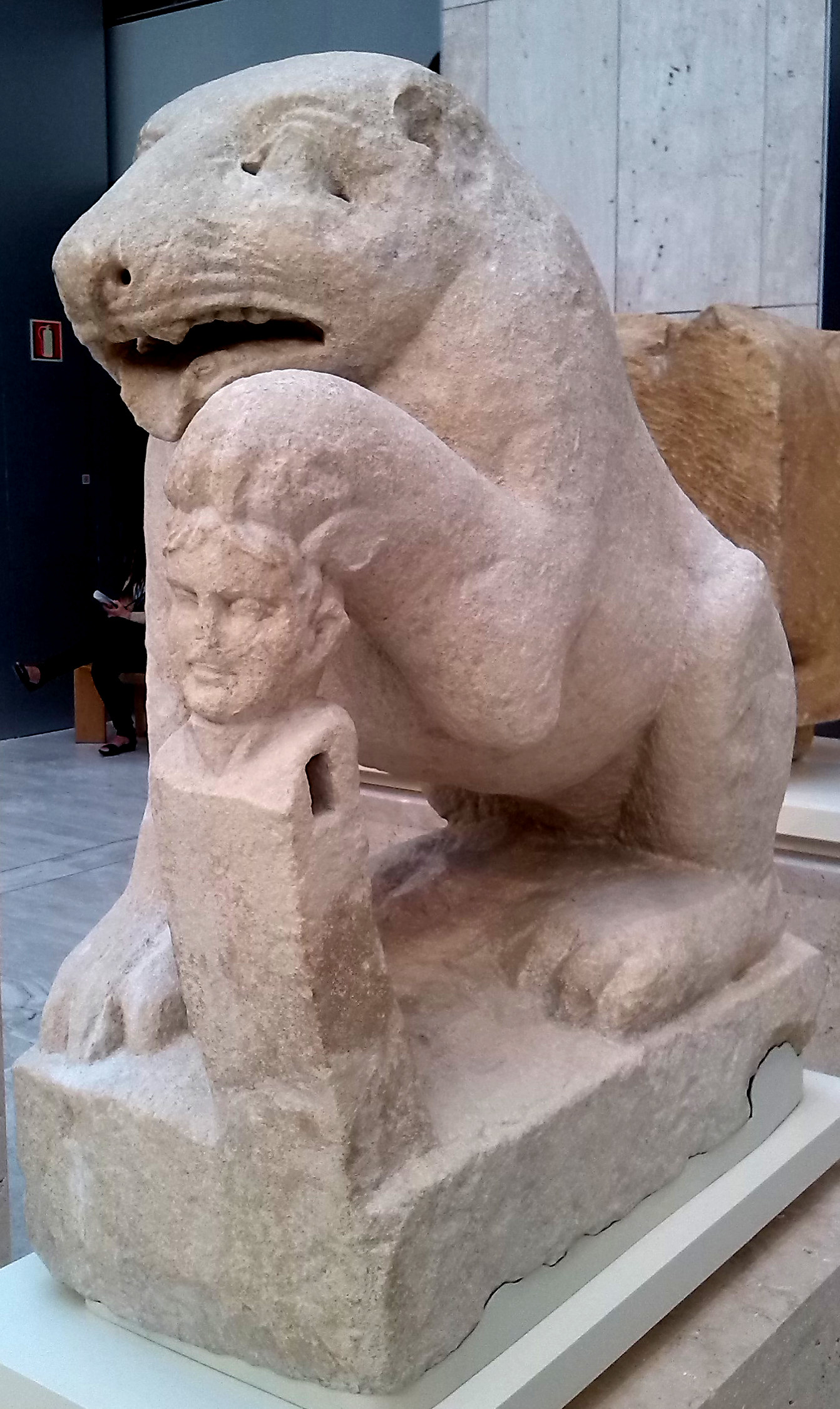
Ours de Porcuna, (MAN)

Les groupes statuaires sont taillés dans un seul bloc de pierre en ronde-bosse, ce qui représente une conception évoluée de la composition sculpturale, en analogie avec le système de représentation des frontons des édifices et des mausolées dans la sculpture grecque, comme dans les temples de Zeus à Olympie, ou celui d'Aphaïa à Égine. Un bon exemple en est le groupe formé par un guerrier à cheval qui blesse de sa lance un autre guerrier tombé au combat. Pour toutes ces raisons, on a pensé que l'œuvre avait été dirigée par un sculpteur grec, ce qui expliquerait le modelage correct de l'anatomie, la sérénité du visage (visible dans le Guerrier à double armure, dont le casque reflète les modèles hellénistiques), la douceur des arêtes et le dynamisme dans la représentation du mouvement.